# آزگریش (شهرستان لیلک)
آزگریش (به لاتین: Özgörüsh) یک روستا در قرقیزستان است که در شهرستان لیلک واقع شده‌است. آزگریش ۹۶۳ نفر جمعیت دارد.